# The Velvet
The Velvet è il secondo EP del gruppo musicale sudcoreano Red Velvet, pubblicato il 17 marzo 2016.

## Tracce
1. One of These Nights (월 7일?, 7-wol 7-ilLR, lit. July 7th) – 4:21 (testo: Seo Ji-eum – musica: Hwang Chan-hee, Andreas Öberg, Maria Marcus)
2. Cool Hot Sweet Love – 3:53 (testo: Kenzie – musica: Daniel Obi Klein, Charli Taft, Michael Nordmark, Thomas Sardorf)
3. Light Me Up – 3:32 (testo: Kenzie – musica: Kenzie, Deez, Rodnae "Chikk" Bell)
4. First Time (처음인가요?, Cheo-eumingayoLR, lit. Is this Your First Time?) – 4:02 (testo: Kenzie – musica: Kenzie)
5. Seulgi, Wendy, Joy – Rose Scent Breeze (미꽃 향기는 바람에 날리고?, Jangmikkot Hyanggineun Barame NalligoLR) – 4:52 (testo: Jung Hye-kyung – musica: Hong Jong-ha)
6. One of These Nights (De-Capo Version) – 4:11 (testo: Seo Ji-eum – musica: Hwang Chan-hee, Andreas Öberg, Maria Marcus)
7. One of These Nights (Joe Millionaire Version) – 4:07 (testo: Seo Ji-eum – musica: Hwang Chan-hee, Andreas Öberg, Maria Marcus)
8. One of These Nights (Piano Version) – 4:05 (testo: Seo Ji-eum – musica: Hwang Chan-hee, Andreas Öberg, Maria Marcus)

## Classifiche

### Classifiche settimanali
| Classifica (2016) | Posizione massima |
| ----------------- | ----------------- |
| Corea del Sud     | 1                 |
| Giappone          | 75                |

### Classifiche di fine anno
| Classifica (2016) | Posizione |
| ----------------- | --------- |
| Corea del Sud     | 60        |